# Wilhelm von der Wense
Wilhelm von der Wense (1586 – 1641) è stato un nobile e filosofo tedesco.

## Biografia
Fu membro della Societas Christiana, di cui fu uno dei fondatori assieme a Johannes Valentinus Andreae in contrapposizione ai Rosacroce e che in seguito avrebbe chiamato Civitas Solis.
Con Andreae, Christoph Besold e Abraham Hölzel condivise le idee astro-spirituali della riforma universale e frequentò il circolo di Tobias Hess e Besold di Tubinga.
Durante i suoi viaggi in Italia tra il 1614 e il 1616 visitò Tommaso Campanella mentre questi era in prigione, di cui fu pupillo assieme a Tobias Adami.
Nel 1621 ricevette da Ferdinando II d'Asburgo il feudo imperiale (reichslehen), divenendo così Fürstlich Altenburgischer Racht.